# 南海里
南海里位於臺灣臺南市西港區，主要聚落是南海埔，另有中港、東港兩個聚落:599:59。2018年1月29日調整里界之後，原本曾文溪以南的區域併入新復里。

## 沿革
該里在日治時期屬於西港庄大字南海埔:599:59。二次大戰後，將南海埔大字中設為南海村:599:59。後於民國67年（1978年），南邊的中東村因人口減少而併入南海村:599:59。2010年因臺南縣市合併升格，改為「南海里」。2018年1月29日調整里界後，曾文溪以南的部分（又稱南海溪埔寮:600:60）併入新復里。